# Bernières-d'Ailly
Bernières-d'Ailly és un municipi francès situat al departament de Calvados i a la regió de Normandia. L'any 2007 tenia 247 habitants.

## Demografia

### Població
El 2007 la població de fet de Bernières-d'Ailly era de 247 persones. Hi havia 83 famílies de les quals 16 eren unipersonals (8 homes vivint sols i 8 dones vivint soles), 16 parelles sense fills i 51 parelles amb fills.
La població ha evolucionat segons el següent gràfic:
Habitants censats

### Habitatges
El 2007 hi havia 103 habitatges, 86 eren l'habitatge principal de la família, 15 eren segones residències i 1 estava desocupat. Tots els 103 habitatges eren cases. Dels 86 habitatges principals, 75 estaven ocupats pels seus propietaris, 11 estaven llogats i ocupats pels llogaters i 1 estava cedit a títol gratuït; 1 tenia dues cambres, 7 en tenien tres, 23 en tenien quatre i 56 en tenien cinc o més. 66 habitatges disposaven pel capbaix d'una plaça de pàrquing. A 32 habitatges hi havia un automòbil i a 47 n'hi havia dos o més.

### Piràmide de població
La piràmide de població per edats i sexe el 2009 era:
| Homes | Edats   | Dones |
| ----- | ------- | ----- |
| 0     | 95 o +  | 0     |
| 0     | 90 a 94 | 0     |
| 0     | 85 a 89 | 0     |
| 0     | 80 a 84 | 0     |
| 4     | 75 a 79 | 4     |
| 8     | 70 a 74 | 8     |
| 4     | 65 a 69 | 4     |
| 4     | 60 a 64 | 4     |
| 4     | 55 a 59 | 4     |
| 4     | 50 a 54 | 4     |
| 8     | 45 a 49 | 0     |
| 4     | 40 a 44 | 8     |
| 8     | 35 a 39 | 8     |
| 8     | 30 a 34 | 12    |
| 8     | 25 a 29 | 4     |
| 0     | 20 a 24 | 8     |
| 4     | 15 a 19 | 8     |
| 12    | 10 a 14 | 4     |
| 20    | 5 a 9   | 8     |
| 12    | 0 a 4   | 4     |

## Economia
El 2007 la població en edat de treballar era de 164 persones, 128 eren actives i 36 eren inactives. De les 128 persones actives 110 estaven ocupades (69 homes i 41 dones) i 18 estaven aturades (4 homes i 14 dones). De les 36 persones inactives 7 estaven jubilades, 11 estaven estudiant i 18 estaven classificades com a «altres inactius».

### Ingressos
El 2009 a Bernières-d'Ailly hi havia 87 unitats fiscals que integraven 258 persones, la mediana anual d'ingressos fiscals per persona era de 14.152 €.

### Activitats econòmiques
Dels 5 establiments que hi havia el 2007, 2 eren d'empreses alimentàries, 2 d'empreses de comerç i reparació d'automòbils i 1 d'una entitat de l'administració pública.
L'any 2000 a Bernières-d'Ailly hi havia 7 explotacions agrícoles.

## Equipaments sanitaris i escolars
El 2009 hi havia una escola elemental integrada dins d'un grup escolar amb les comunes properes formant una escola dispersa.

## Poblacions més properes
El següent diagrama mostra les poblacions més properes.